# Muhammad Naqi Mallick
Muhammad Naqi Mallick (nascido em 12 de julho de 1928) é um ex-ciclista paquistanês. Ele representou sua nação durante os Jogos Olímpicos de Verão de 1948, 1952 e 1956.